# 아슈르-니라리 5세
아슈르-니라리 5세(재위 기원전 755~745년)는 아시리아의 왕이었다. 아슈르 니라리 5세는 아다드 니라리 3세의 왕자였으며, 그의 형제 아슈르 단 3세를 계승하였다. 그는 그의 형으로부터 어려운 상황을 넘겨받았다. 아시리아 지배권은 왕궁의 고관, 특히 샴시-일루의 영향으로 심하게 제한되었다. 그는 사령관(투르타누)이었다.
그의 치세 4년과 5년에 그는 남리에 원정하였다. 기원전 746년 반란이 다시 발생하였고 그 다음 해 왕좌는 티글라트-필레세르 3세에게 장악되었다. 그는 티글라트-필레세르 3세에게 계승하였다. 그는 그의 형제 또는 왕자 또는 이전 왕가와 전혀 관련이 없는 찬탈자일 수도 있다.